# 植松雅永
植松 雅永（うえまつ まさなが）は、江戸時代前期から中期にかけての公卿。植松家の祖。官位は参議、右近衛中将、正三位。
主に霊元天皇（112代）・東山天皇（113代）の二代に仕えた。

## 経歴
承応3年（1654年）、千種有能の末子として生まれた。母は久我通前の娘。
寛文3年（1663年）、千種家から分家して植松家を興すと共に叙爵。寛文7年（1667年）に元服して従五位上侍従となるが、名誉職としての就任ではなく、近習として霊元天皇の側近くにおかれて重用された。霊元上皇と仲の悪いことで知られる東山天皇の時代にもそのまま近習として留め置かれているので立ち回りの上手い人物であったと思われる。
元禄7年（1694年）に正三位。元禄14年（1701年）に参議となっている。
宝永4年（1708年）12月16日、死去。54歳。号は瑞雲院。

## 系譜
- 父：千種有能
- 母：久我通前の娘
- 妻：不詳
  - 男子：植松雅孝（母は家女房）[2]